# FLSmidth & Co

FLSmidth & Co (FLS) är ett danskt, börsnoterat industriföretag med säte i Köpenhamn. Företaget grundades 1882 och levererar maskiner, know-how och service för cementindustrin samt även produkter och tjänster till gruvindustrin.

## Historik

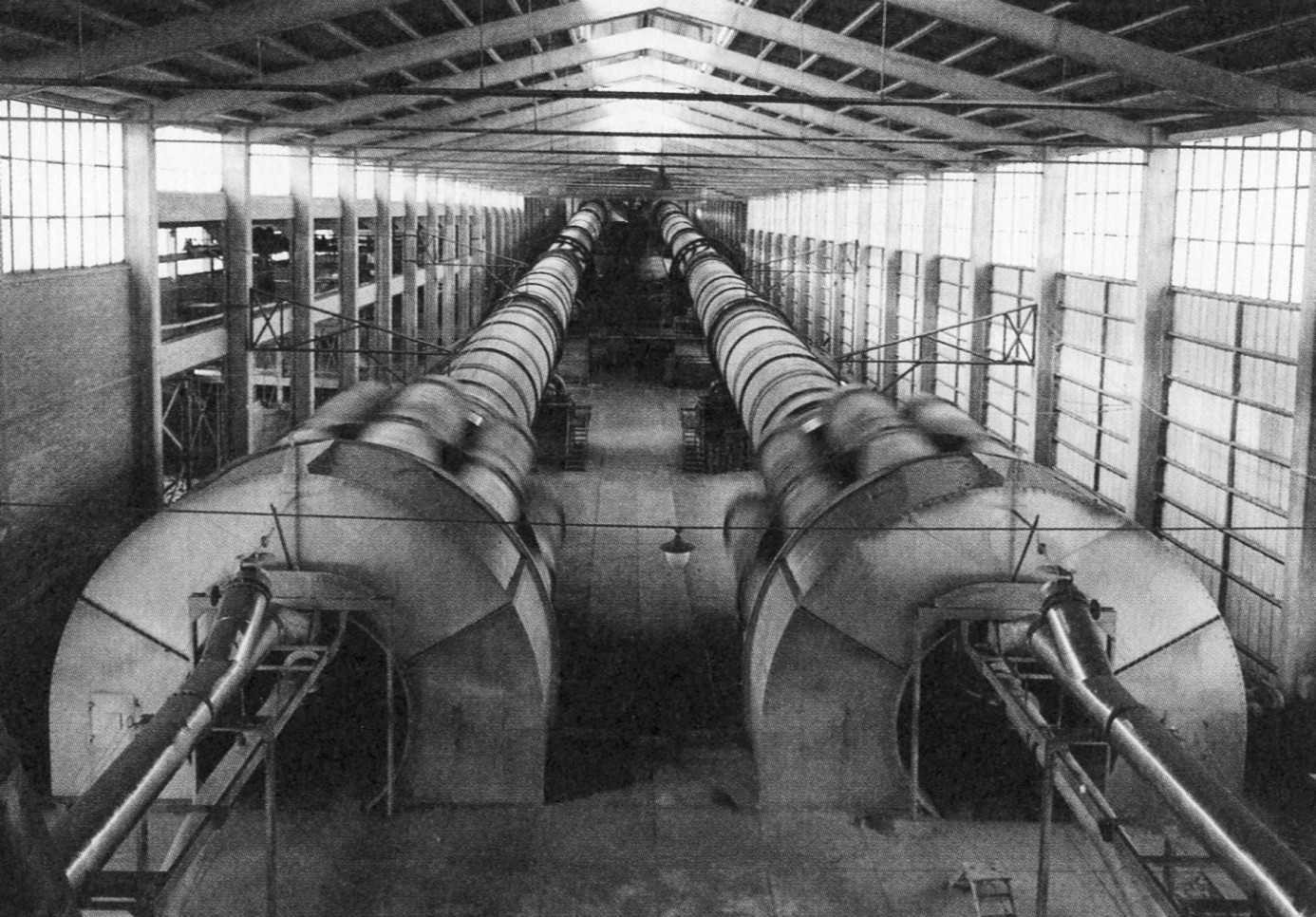
Cementugnarna för Stora Vika cementfabrik levererades 1947 av FLSmidth.

Företaget grundades den 2 januari 1882 av ingenjören Frederik Læssøe Smidth (1850-1899). Till en början var hans firma, kallad ”Tekniska Bureau”, en konsultverksamhet. 1884 respektive 1885 inträdde två ingenjörer, Poul Larsen och Alexander Foss, i företaget och blev Smidths partners. Företagets namn ändrades då till ”FLSmidth & Co”. 
Tidigt knöt FLSmidth & Co affärskontakter till den svenska cementproducenten Skånska Cement AB (idag Cementa) och 1887 levererades FLS:s första  maskinutrustning när cementfabriken i Limhamn anlades. Även stora delar av produktionsutrustningen i Stora Vika cementfabrik (invigd 1949) kom från FLS, exempelvis två 145 meter långa roterugnar av typ UNAX.
Den 16 oktober 1889 grundades A/S Aalborg Portland-Cement-Fabrik. Företaget växte och år 1890 öppnades det första internationella kontoret i London. Kontor i Paris, New York, Tokyo, Peking och andra större städer följde. År 1957 stod maskiner från FLSmidth för 40 procent av all cementproduktion i världen. Idag är FLS en av de ledande leverantörerna av maskiner och tjänster inom mineral- och cementindustrin med filialer i över 50 länder och knappt 15 000 (år 2012) medarbetare.